# Nkomiyahlaba
Nkomiyahlaba (auch: Mkomiyahlaba) ist ein Inkhundla (Verwaltungseinheit) in der Region Manzini in Eswatini. Es wurde 2018 gegründet.

## Geographie
Das Inkhundla liegt im Osten der Region Manzini an der Einmündung der MR 5 in die MR 3. Nach Norden schließt sich das Inkhundla Ekukhanyeni an. Der Berg Mdimba (1339 m ⊙) bildet die Westgrenze zur Region Hhohho.

## Gliederung
Das Inkhundla gliedert sich in die Imiphakatsi (Häuptlingsbezirke) Eni, Ngcayini, Nsenga, Nsingweni, Ntunya, Sankolweni, Sibuyeni, Sigombeni und Vusweni.

## Geschichte
2018 wurde von dem neugegründeten Inkhundla erstmals ein Fußball-Wettbewerb ausgerichtet.